# Jorun Jonasson
Jorun Jonasson, född 1984, är en svensk konstnär. Hennes konst handlar ofta om vetenskap, såsom medicin, kvantfysik eller ekonomi. Jonasson använder olika tekniker i sin konst och arbetar med fotografi, digitala medier, illustration och textil.

## Biografi
Jonasson är uppvuxen i Stockholm och är utbildad vid Lunds universitet (Malmö Konsthögskola, till 2011) och Kungliga konsthögskolan. Hon har tillsammans med Niki Lindroth von Bahr skrivit manus till Lindroth von Bahrs guldbaggenominerade kortfilm Tord och Tord, baserad på Jonassons novell.  
Jonasson har varit inblandad i flera filmproduktioner. Bland annat har hon varit stillbildsfotograf vid inspelningen av Lindroth von Bahrs gulbaggebelönade film Min börda. Hon har även medverkat i filmen The Filmballad of Mamadada, som nominerats till priser i Danmark och Polen.

## Utställningar (i urval)
- Av ett annat slag (2011), Johan Berggren Gallery, Malmö[7]
- Animal Spirits / Things and Time (2014), Galleri Box, Göteborg, tillsammans med Erik Kihlbaum[1]
- Utställning på Nationalgalleriet, Stockholm (2014)[8]
- All Waves Are the Same (2015), Galleri Pictura, Lund[9]
- FE – atomic no. 26 (2017), tillsammans med Alexandre Saden, Eleanor Turnbull, Helena de Pulford, Kirsten Bertelsen och Sara Elggren. Maskinhuset i Grängesberg[10]
- Clouds of Probability (2018), tillsammans med Sara Wallgren. Haninge Konsthall, Stockholm. Curator: Karin Maingourd[11]

## Filmproduktioner
- Tord och Tord (2010)[12]
- Min börda (2017)[13]
- The Filmballad of Mamadada (2013)[14]